# Attalea dubia
Attalea dubia är en enhjärtbladig växtart som först beskrevs av Carl Friedrich Philipp von Martius och som fick sitt nu gällande namn av Karl Ewald Maximilian Burret.
Attalea dubia ingår i släktet Attalea och familjen Arecaceae. Inga underarter finns listade i Catalogue of Life.

## Bildgalleri

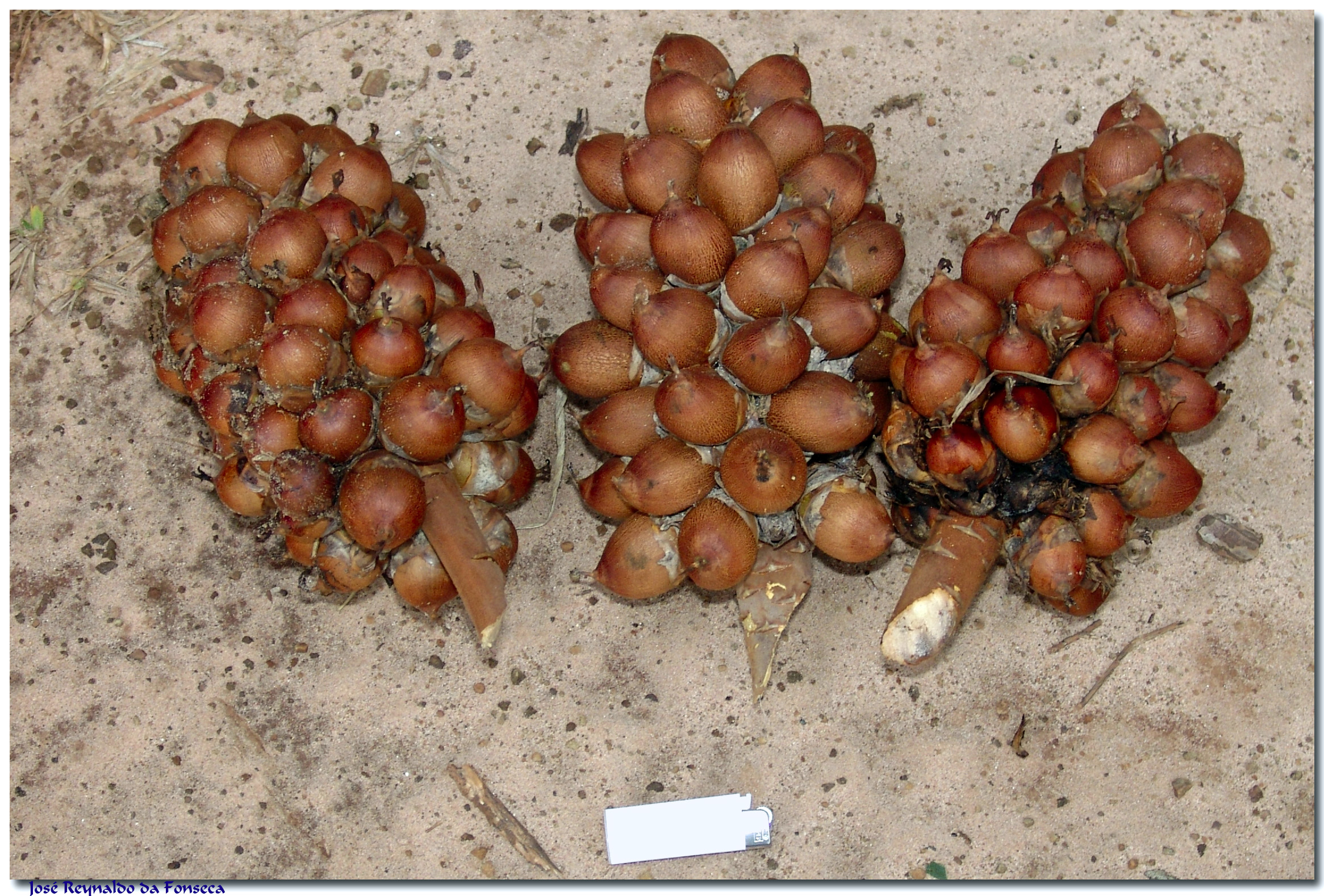